# Tirà becplaner verdós
El tirà becplaner verdós (Tolmomyias viridiceps) és un ocell de la família dels tirànids (Tyrannidae).

## Hàbitat i distribució
Habita els boscos del sud-est de Colòmbia, est de l'Equador, sud-est, nord-est, oest i centre del Perú, nord-est de Bolívia i sud-oest del Brasil